# Bill Berry

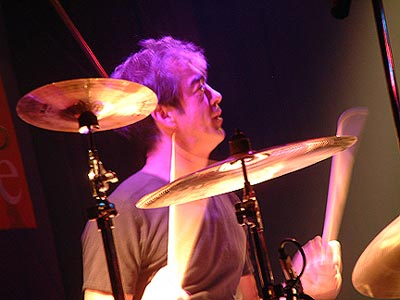
Berry, 2008.

William Thomas "Bill" Berry, född 31 juli 1958 i Duluth, Minnesota, är en amerikansk trumslagare. Han var medlem i R.E.M. från 1980 till 1997. 
Under R.E.M.s turné efter skivan Monster (1994) drabbades Berry av en hjärnblödning och det har spekulerats kring i vad mån det bidrog till hans avhopp 1997. Efter avhoppet har Berry mestadels ägnat tiden åt sin lantgård utanför Watkinsville, Georgia där han driver jordbruk. Han har gjort några korta inhopp i R.E.M., bland annat vid inspelningen av John Lennon-covern "#9 Dream" 2007.